# Slow Feature Analysis
Slow Feature Analysis ist ein unüberwachter Lernalgorithmus, der invariante oder sich zumindest nur langsam verändernde Merkmale aus einem vektoriellen Signal lernen soll. Er basiert auf der Hauptachsentransformation.

## Problembeschreibung
Wenn ein Eingabesignal {\displaystyle x(t)} gegeben ist, wird eine Ein-/Ausgabefunktion {\displaystyle g(x)} gesucht, für die {\displaystyle y(t)=g(x(t))} so wenig wie möglich variiert und {\displaystyle g} nicht konstant ist.
Formal schreibt man:
Gegeben sei ein {\displaystyle n}-dimensionales Eingabesignal {\displaystyle x(t)=[x_{1}(t),\dots ,x_{n}(t)]} mit {\displaystyle t\in [t_{0},t_{1}]}. Finde eine {\displaystyle m}-dimensionale Ein-/Ausgabefunktion {\displaystyle g(x)=[g_{1}(x),\dots ,g_{m}(x)]}, die aus {\displaystyle x(t)} die {\displaystyle m}-dimensionale Ausgabe {\displaystyle y(t)=[y_{1}(t),y_{2}(t),\dots ,y_{m}(t)]} mit {\displaystyle y_{i}(t)=g_{i}(x(t))} für jedes {\displaystyle i\in \{1,\dots ,m\}} erzeugt. Dabei müssen für alle {\displaystyle i\in \{1,\dots ,m\}} folgende Nebenbedingungen erfüllt sein:
{\displaystyle {\begin{aligned}\Delta _{i}=\Delta (y_{i}):&=\langle {\dot {y}}_{i}^{2}\rangle &{\text{ ist minimal}}\\\langle y_{i}\rangle &=0&{\text{(Mittelwert)}}\\\langle y_{i}^{2}\rangle &=1&{\text{(Varianz)}}\\\forall i'<i:\langle y_{i'}y_{i}\rangle &=0&{\text{(Dekorrelation)}}\end{aligned}}}
wobei {\displaystyle {\dot {y}}} die Ableitung nach {\displaystyle t} bezeichnet und {\displaystyle \langle \cdot \rangle } ein Durchschnitt über die Zeit ist:
{\displaystyle \langle f\rangle :={\frac {1}{t_{1}-t_{0}}}\int \limits _{t_{0}}^{t_{1}}f(t)\mathrm {d} t}